# 大井安房丸
大井 安房丸（おおい あわまる）は、室町時代から戦国時代の武将。信濃佐久郡十代大井城主。大井政朝の弟。

## 概要
文明15年（1483年）6月、兄大井政朝が死去して家督を譲り受け、大井城主として初めて諏訪大社上社の御射山頭役を勤めた（『諏訪御府礼之古書』）。
文明16年（1484年）2月、大井城主安房丸は19歳、千騎を持つ大将であったが、更級・埴科両郡から小県郡に勢力のあった村上政清が大軍を率いて佐久に攻め込み、大井城は2月27日落城、城主安房丸は小諸に逃れ、（『大田山実録（龍雲寺文書）』など。）大井朝光が大井城に居城してからおよそ二百六十余年、岩村田大井宗家は滅亡した。
安房丸は小諸城に在城し、跡を大井玄慶が継いだ。